# Maira Jasch
Maira Jasch (28 maart 2005) is een Duits langebaanschaatsster. 
Jasch is de dochter van Helge Jasch, voormalige schaatser en huidig medewerker van de Duitse schaatsbond DESG.

## Records

### Persoonlijke records
| Afstand    | Tijd    | Datum            | Baan       |
| ---------- | ------- | ---------------- | ---------- |
| 500 meter  | 41,36   | 26 februari 2021 | Inzell     |
| 1000 meter | 1.21,65 | 23 februari 2024 | Inzell     |
| 1500 meter | 2.00,74 | 12 januari 2025  | Heerenveen |
| 3000 meter | 4.05,68 | 30 november 2024 | Peking     |
| 5000 meter | 7.04,13 | 24 januari 2025  | Calgary    |

(laatst bijgewerkt: 1 februari 2025)

## Resultaten
| Jaar | EK Afstanden | EK Allround            | WK Afstanden | WK Junioren                                                                                 |
| ---- | ------------ | ---------------------- | ------------ | ------------------------------------------------------------------------------------------- |
| 2022 |              |                        |              | 13e allround · 46e 500m · 34e 1000m · 17e 1500m · 12e 3000m · 7e massastart · achtervolging |
| 2023 |              |                        |              | 15e 1500m · 10e 3000m · 10e massastart · achtervolging                                      |
| 2024 | 14e 3000m    |                        |              | 14e 1500m 4e 3000m 4e massastart 4e achtervolging                                           |
| 2025 |              | NC10 (14e, 8e, 10e, -) | 17e 3000m    |                                                                                             |

(#, #, #, #) = afstandspositie op allroundtoernooi (500m, 3000m, 1500m, 5000m).
NC10 = niet gekwalificeerd voor de laatste afstand, maar wel als 10e geklasseerd in de eindrangschikking